# О’Брайен, Лиам (футболист)
Лиам О’Брайен (англ. Liam O'Brien, 5 сентября 1964, Дублин) — ирландский футболист, полузащитник.
Известен выступлениями за клубы «Богемианс», «Шемрок Роверс», «Манчестер Юнайтед», «Ньюкасл Юнайтед», «Транмир Роверс» и «Корк Сити», а также национальную сборную Ирландии.

## Клубная карьера
Родился 5 сентября 1964 года в городе Дублин. Воспитанник футбольной школы «Стелла Марис».
Во взрослом футболе дебютировал в 1982 году выступлениями за команду клуба «Богемианс», в которой провел один сезон.
Впоследствии с 1983 года по 1988 год играл в составе команд клубов «Шэмрок Роверс» и «Манчестер Юнайтед».
Своей игрой за последнюю команду привлек внимание представителей тренерского штаба клуба «Ньюкасл Юнайтед», к составу которого присоединился в 1988 году. Сыграл за команду из Ньюкасла следующие шесть сезонов своей карьеры. Большинство времени, проведенного в составе «Ньюкасл Юнайтед», был основным игроком команды.
В течение 1994—2000 годов защищал цвета клубов «Транмир Роверс» и «Корк Сити».
Завершил профессиональную игровую карьеру в клубе «Богемианс», в составе которого уже выступал ранее. Пришёл в команду в 2000 году, защищал её цвета до прекращения выступлений на профессиональном уровне в 2002.

## Карьера в сборной
В 1986 году дебютировал в официальных матчах в составе национальной сборной Ирландии. В течение карьеры в национальной команде, которая длилась 11 лет, провел в форме главной сборной страны 16 матчей.
В составе сборной был участником чемпионата Европы 1988 года в ФРГ.

## Достижения
Шемрок Роверс
- Чемпион Ирландии (3): 1983/84, 1984/85, 1985/86
- Обладатель Кубка Ирландии (2): 1985, 1986

Ньюкасл Юнайтед
- Первый дивизион Футбольной лиги: 1992/93